# Erin (Schiff, 1914)
Die HMS Erin war ein britisches Schlachtschiff während des Ersten Weltkrieges. Der Name leitet sich vom altgälischen Wort für Irland ab. Sie war seit 1911 für die osmanische Marine bei Vickers in Bau und stand als Reshadije beim Ausbruch des Weltkriegs unmittelbar vor der Auslieferung, wurde jedoch von Großbritannien beschlagnahmt.

## Konstruktion
1909 bahnte das Osmanische Reich Verhandlungen über den Bau von zwei Dreadnoughts auf britischen Werften an. Das Osmanische Reich wollte damit zumindest zur See eine Überlegenheit gegenüber den Balkanstaaten herstellen, mit denen es sich in einer Art Dauerfehde befand. Erst ein Jahr zuvor hatte es dem Anschluss Kretas an Griechenland nichts entgegensetzen können.
Zunächst wurden Entwürfe für vergleichsweise kleine Schiffe von etwa 16.000 ts mit sechs Hauptgeschützen erstellt. Schließlich orientierte man sich aber an aktuell in Bau befindlichen britischen Schiffen, wie der HMS Orion. Die Schiffe sollten die Namen Reshadije und Rashad I. Hamiss erhalten. Reshadije wurde am 6. Dezember 1911 bei der Vickers-Werft in Barrow auf Kiel gelegt und lief am 3. September 1913 vom Stapel. Der Bau des zweiten Schiffes wurde 1912 aus finanziellen Gründen eingestellt. Dafür wurde zu Beginn des Jahres 1914 ein halbfertiges brasilianisches Schlachtschiff angekauft und erhielt den Namen Sultan Osman I.

## Geschichte
Die Erin wurde ursprünglich vom Osmanischen Reich unter dem Namen Reşad V am 8. Juni 1911 in Auftrag gegeben, aber später in Reşadiye umbenannt. Sie wurde am 6. Dezember 1911 in Barrow-in-Furness auf Kiel gelegt, am 3. September 1913 vom Stapel gelassen und im August 1914 fertig gestellt.
Nach der Ermordung von Erzherzog Franz Ferdinand am 28. Juni verweigerten die Briten zunächst die Auslieferung, obwohl die Zahlungen abgeschlossen waren und eine osmanische Delegation am 21. Juli eintraf, um die Reşadiye und die Sultan Osman I nach Istanbul zu überführen.
Am 2. August 1914, einen Tag nach dem Beginn des Ersten Weltkrieges, sollte die Reshadije von einer türkischen Mannschaft übernommen werden. Eine Stunde vor der Übergabezeremonie besetzten aber britische Truppen das Schiff und internierten die türkische Crew.
Am 22. August 1914 übernahm die Royal Navy das Schiff und benannte es in HMS Erin um. Die Erin traf am 5. September 1914 in Scapa Flow ein. Anfangs war sie dem 4. Schlachtgeschwader zugeteilt, wurde dann aber zum 2. Schlachtgeschwader abkommandiert.
Am 17. September lief die Grand Fleet für Geschützdrill von Loch Ewe in Richtung Orkney aus. Anschließend patrouillierte sie in der Nordsee auf der Suche nach deutschen Schiffen, jedoch ohne Erfolg. Die Grand Fleet erreichte am 24. September Scapa Flow und begab sich am nächsten Tag für weitere Zielübungen erneut nach Orkney. Aufgrund von Berichten über U-Boote in der Nähe von Scapa Flow entschied Jellicoe, dass die dortigen Verteidigungsanlagen unzureichend waren und ließ am 16. Oktober den Großteil der Grand Fleet nach Lough Swilly in Irland verlegen. Am Abend des 22. November 1914 unternahm die Grand Fleet einen erfolglosen Vorstoß in die südliche Hälfte der Nordsee. Am 27. November war die Flotte zurück im Hafen von Scapa Flow.

### Raid auf Scarborough, Hartlepool und Whitby
Am 14. Dezember hatte Room 40 eine nachrichtendienstliche Abteilung der britischen Admiralität deutsche Funksprüche entschlüsselt, die Admiral von Ingenohls Plan für einen Angriff auf Scarborough, Hartlepool und Whitby durch Franz von Hippers Aufklärungsgruppe I enthielten. In Unkenntnis der Briten sollte Hipper jedoch durch die Hochseeflotte verstärkt werden. Die Briten stachen am 15. Dezember in See, mit der Absicht, die deutschen Schiffe auf ihrer Rückfahrt in einen Hinterhalt zu locken. In den frühen Morgenstunden des 16. Dezember und bei schwerer See kam es zum Gefecht zwischen britischen und deutschen Zerstörern. Doch von Ingenohl befahl seinen Schiffen aus Sorge vor einem massierten Angriff britischer Zerstörer, abzudrehen. Am Abend des 23. Januar 1915 lief der größte Teil der Grand Fleet von Scapa Flow aus, um Beattys Schlachtkreuzer zu unterstützen, waren jedoch zu weit entfernt, um am folgenden Tag am Gefecht auf der Doggerbank teilnehmen zu können. Vom 7. bis 10. März unternahm die Grand Fleet eine Aufklärungsfahrt in der nördlichen Nordsee, bei dem sie Übungsmanöver durchführte. Vom 17. bis zum 19. Mai und vom 29. bis zum 31. Mai unternahm die Grand Fleet Vorstöße in die zentrale Nordsee, ohne auf deutsche Schiffe zu stoßen. Vom 11. bis zum 14. Juni führte die Flotte erneut Geschütz- und Gefechtsübungen westlich von Shetland durch. Vom 2. bis zum 5. September unternahm die Flotte eine weitere Fahrt in der Nordsee, bei der sie Geschützübungen durchführte und verbrachte den Rest des Monats mit zahlreichen Trainingsübungen. Vom 13. bis zum 15. Oktober unternahm das Schiff zusammen mit dem Großteil der Grand Fleet einen weiteren Einsatz in der Nordsee. Fast drei Wochen später nahm die St. Vincent vom 2. bis zum 5. November an einer weiteren Flottenübungsoperation westlich von Orkney teil.
Die Grand Fleet brach am 26. Februar 1916 zu einer Fahrt in die Nordsee auf. Admiral John Jellicoe wollte die Harwich Force einsetzen, um die Helgoländer Bucht zu durchkämmen, aber schlechtes Wetter verhinderte Operationen in der südlichen Nordsee. Daher beschränkte sich die Operation auf das nördliche Ende des Meeres. Am 6. März begann ein weiterer Sucheinsatz, der jedoch am folgenden Tag abgebrochen werden musste, da das Wetter für die begleitenden Zerstörer zu schlecht wurde. In der Nacht zum 25. März verließen die Barham und der Rest der Flotte Scapa Flow, um Admiral Beattys Schlachtkreuzer bei dem Angriff auf den deutschen Zeppelinstützpunkt in Tondern zu unterstützen. Als sich die Grand Fleet am 26. März dem Gebiet näherte, hatten sich die britischen und deutschen Streitkräfte bereits getrennt und ein starker Sturm bedrohte die kleineren Schiffe, so dass die Flotte den Befehl erhielt, zur Basis zurückzukehren. Am 21. April führte die Grand Fleet ein Ablenkungsmanöver vor Horns Riff durch, um es der kaiserlich russischen Marine zu ermöglichen, ihre Minenfelder in der Ostsee neu zu verlegen.

#### Skagerrakschlacht

Manöver der britischen (blau) und deutschen (rot) Flotte vom 31. Mai bis 1. Juni 1916

In dem Versuch, einen Teil der Grand Fleet aus ihren Häfen zu locken und zu vernichten, verließ die deutsche Hochseeflotte, bestehend aus 16 Schlachtschiffen, sechs Einheitslinienschiffen und weiteren Schiffen, am frühen Morgen des 31. Mai Wilhelmshaven. Der Plan sah vor, dass Hipper mit den Schlachtkreuzern der 1. und den Leichten Kreuzern der 2. Aufklärungsgruppe Wilhelmshaven verlassen und nach Norden außer Sichtweite der dänischen Küste vorstoßen würde. Dort sollte er durch Angriffe auf die Küstenstädte ein Auslaufen von britischen Schiffen provozieren und sie in die Richtung der Hochseeflotte locken. Die nachrichtendienstliche Abteilung der britischen Admiralität Room 40 hatte den deutschen Funkverkehr mit den Operationsplänen abgefangen und entschlüsselt. Daraufhin befahl die Admiralität Jellicoe und Beatty, noch in der Nacht mit der Grand Fleet von Scapa Flow, Cromarty und Rosyth auszulaufen, um die Hochseeflotte abzuschneiden und zu vernichten.

### Anschließende Aktivitäten
Die Grand Fleet lief am 18. August aus, um die Hochseeflotte auf ihrem Vormarsch in die südliche Nordsee aus dem Hinterhalt anzugreifen, aber eine Reihe von Fehlmeldungen hinderte Jellicoe daran, die deutsche Flotte abzufangen, bevor sie in den Hafen zurückkehrte. Zwei leichte Kreuzer wurden während der Operation von deutschen U-Booten versenkt, was Jellicoe zu der Entscheidung veranlasste, die größeren Einheiten der Flotte südlich von 55° 30' Nord nicht zu riskieren, da es dort viele deutsche U-Boote und Minen gab. Die Admiralität stimmte dem zu und legte fest, dass die Grand Fleet nicht ausrücken würde, es sei denn, die deutsche Flotte versuchte eine Invasion Großbritanniens oder es bestand die große Möglichkeit, dass sie unter geeigneten Bedingungen zu einem Gefecht gezwungen werden könnte.
Am 22. April 1918 fuhr die Hochseeflotte zum letzten Mal nach Norden, um einen Konvoi nach Norwegen abzufangen, musste aber zwei Tage später umkehren, nachdem der Schlachtkreuzer Moltke einen Maschinenschaden erlitten hatte. Die Grand Fleet lief am 24. November von Rosyth aus, als die Operation entdeckt wurde, konnte die Deutschen aber nicht mehr einholen.
Für den Rest des Krieges hatte sie keine Gefechtsberührung mehr. 1919 wurde die HMS Erin in die Reserve überführt. Gemäß den Bestimmungen des Washingtoner Flottenabkommens wurde es ab 1923 in Queenborough abgewrackt.

## Technik
Die Erin hatte eine Gesamtlänge von 170,54 m, eine Breite von 27,9 m und einen Tiefgang von 8,7 m. Ihre Verdrängung lag zwischen 23.150 t und 25.660 t.

### Antrieb
Die Erin war mit vier Parsonsturbinen mit Direktantrieb ausgestattet, die jeweils zwei Wellen drehten und insgesamt 26.500 shp (19.800 kW) entwickelten, mit denen sie eine Höchstgeschwindigkeit von 21 Knoten (39 km/h) erreichte. Der Dampf wurde von fünfzehn Babcock & Wilcox-Wasserrohrkesseln geliefert. Das Schiff verfügte über genug Kohle und Heizöl für eine maximale Reichweite von 5.300 Seemeilen (9.800 km) bei einer Reisegeschwindigkeit von 10 Knoten (19 km/h).

### Bewaffnung
Die Hauptbewaffnung bestand aus zehn 343-mm-Kanonen, die in fünf Zwillingsgeschütztürmen mit den Bezeichnungen „A“, „B“, „Q“, „X“ und „Y“ von vorne nach hinten montiert waren. Sie waren in zwei Überfeuerungspaaren angeordnet, eines vor und eines hinter den Aufbauten; der fünfte Turm befand sich mittschiffs zwischen den Schornsteinen und den hinteren Aufbauten. Die Sekundärbewaffnung bestand aus sechzehn 120-mm-Geschützen. Zum Schutz gegen Tropenboote war das Schiff mit sechs 57-mm-Hotchkiss-Schnellfeuergeschützen ausgerüstet. Zusätzlich war das Schiff mit vier 533-mm-Torpedorohren ausgestattet, zwei auf jeder Breitseite.
Die Erin hatte einen Panzergürtel aus Krupp-Zementstahl. Er war mittschiffs 305 mm dick und verjüngte sich nach vorn und achtern auf 102 mm, wo er in 203 mm dicken Querschotten endete. Das Schiff hatte ein gepanzertes Deck mit einer Dicke von 38 bis 76 mm. Der vordere Kommandoturm war rundherum mit 204 mm Panzerung versehen und die Geschütztürme waren durch 279 mm dicke Panzerplatten geschützt. Die Barbetten waren über der Wasserlinie 254 mm und darunter 229 mm dick.